# FK Teleoptik
Fudbalski klub Teleoptik (Servisch: Фудбалски клуб Телеоптик, Fudbalski klub Teleoptik) is een Servische voetbalclub uit de gemeente Zemun in het district Belgrado.
De club werd in 1952 opgericht en speelde lang in de Srpska Liga Belgrado. In 2009 promoveerde de club naar de Prva Liga. Teleoptik geldt als satellietclub van Partizan Belgrado en er spelen veel jonge talenten van Partizan.

## Bekende (oud-)spelers
- Nestroy Kizito
- Danko Lazović
- Samir Memišević
- Matija Nastasić
- Ivan Obradović
- Miralem Sulejmani